# Mus Chaja
Der Mus Chaja (russisch Мус-Хая; jakutisch Муус Хайа) ist mit 2959 m über dem Meeresspiegel der höchste Berg im Werchojansker Gebirge im Nordosten des asiatischen Teils von Russland.
Er befindet sich in der Mitte Ostsibiriens rund 485 km südlich des Polarkreises in der Suntar-Chajata-Gebirgskette, dem südöstlichen Ausläufer des langgestreckten Gebirges. Nur etwa 135 km nordöstlich dieses Berges befindet sich Oimjakon – „der Kältepol der bewohnten Erde“.